# Kriwcy (obwód pskowski)
Kriwcy (ros. Кривцы) – wieś (ros. деревня, trb. dieriewnia) w zachodniej Rosji, w wołoscie Michajłowskaja (osiedle wiejskie) rejonu łokniańskiego w obwodzie pskowskim.

## Geografia
Miejscowość położona jest nad jeziorem Użo, 15,5 km od centrum administracyjnego osiedla wiejskiego (Michajłow Pogost), 23 km od centrum administracyjnego rejonu (Łoknia), 156 km od stolicy obwodu (Psków).
W granicach miejscowości znajduje się ulica Prioziernaja (13 posesji).

## Demografia
W 2010 r. miejscowość zamieszkiwały 3 osoby.